# Richard Wagner zeneműveinek listája

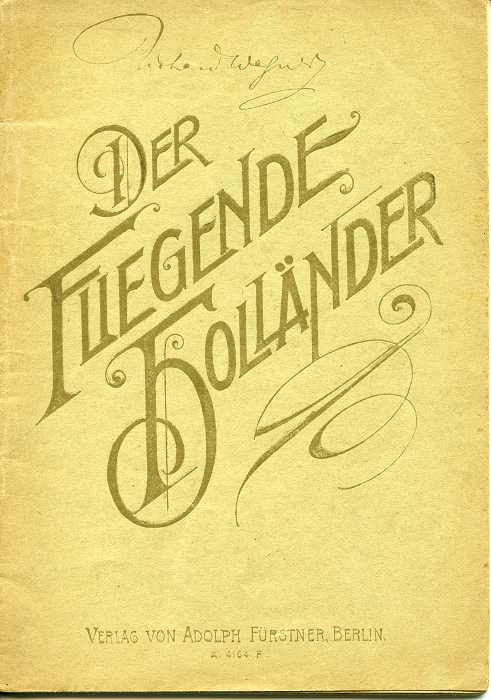
A bolygó hollandi librettójának borítója

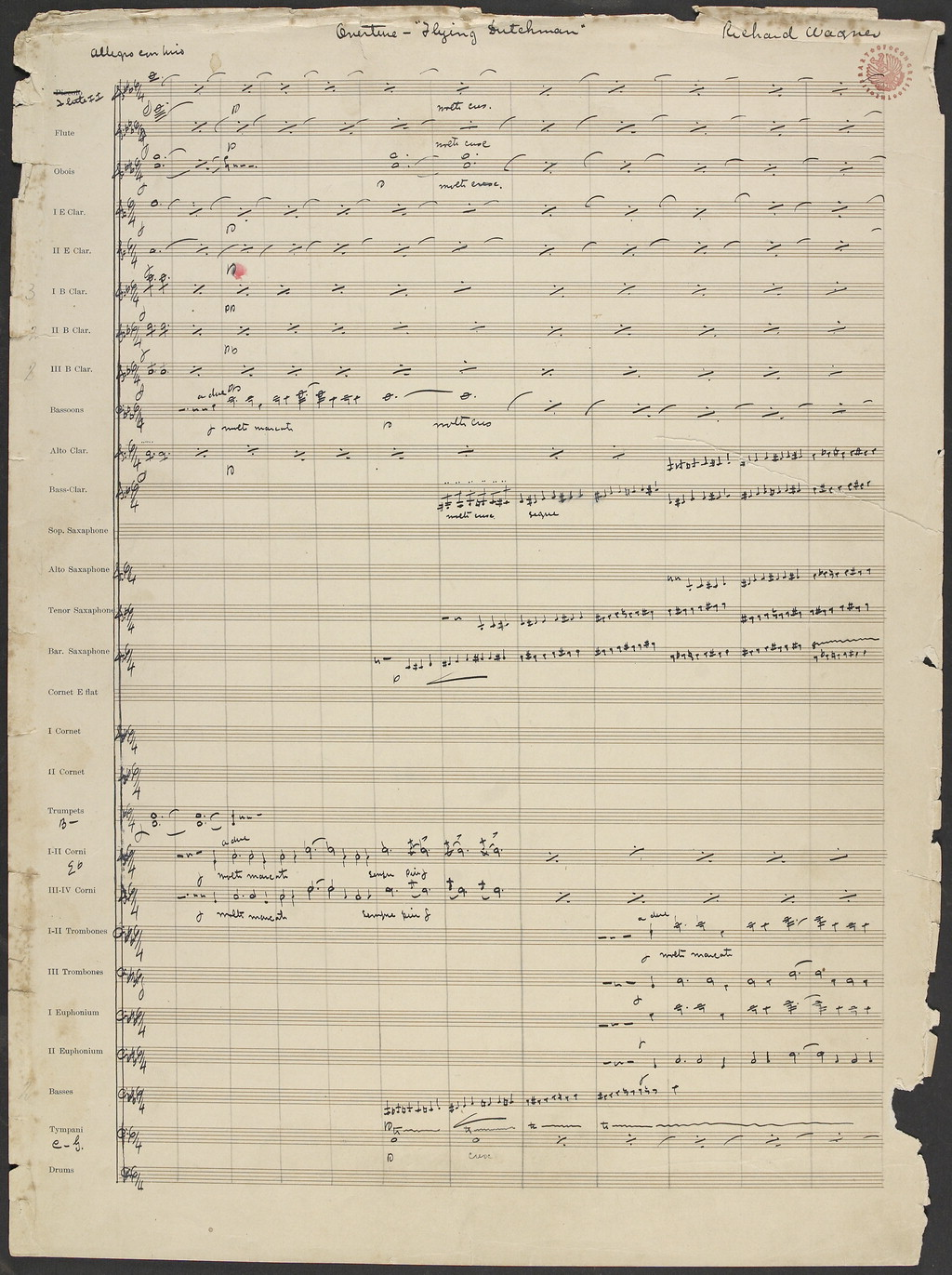
Részlet A bolygó hollandi kéziratából

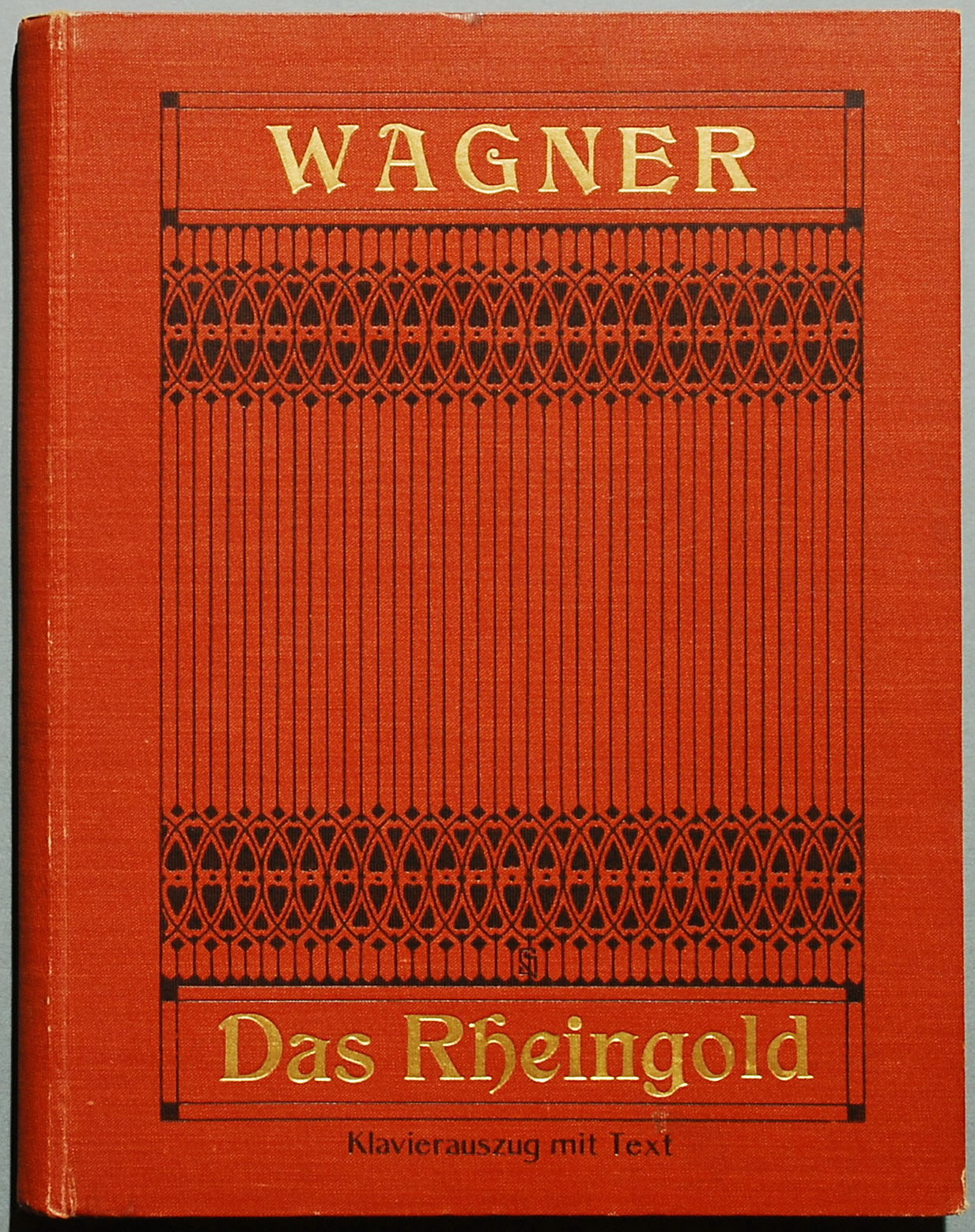
A Rajna kincse zongorakivonatának borítója

Ez a lista Richard Wagner összes zeneművét tartalmazza a Wagner-Werke-Verzeichnis (röviden WWV) katalógus szerint,  melyet John Deathridge, Martin Geck és Egon Voss állítottak össze.
- WWV 1   Leubald – szomorújáték 5 felvonásban (1826–1828)
- WWV 2   d-moll szonáta zongorára (elveszett, 1829)
- WWV 3   Ária (elvezett, 1828)
- WWV 4   D-dúr vonósnégyes
- WWV 5   f-moll szonáta zongorára (elveszett, 1829)
- WWV 6   Schäferoper (befejezetlen, elveszett, 1830)
- WWV 7   Dalok (töredék, 1828–1830)
- WWV 8   Ária szoprán és zenekarra (elveszett, 1830)
- WWV 9   Beethoven IX. szimfóniájának zongoraátirata d-mollban (1830–1831)
- WWV 10  Paukenschlag-nyitány (1830)
- WWV 11  Politikai-nyitány (elveszett, 1830)
- WWV 12  Schiller: Dies Braut von Messina nyitánya (1830)
- WWV 13  e-moll zenekari mű (1830)
- WWV 14  C-dúr nyitány (töredék, 1830)
- WWV 15  Sieben Kompositionen zu Goethes Faust(1831)
- WWV 16  B-dúr szonáta, négykezes (elveszett, 1831)
- WWV 17  Esz-dúr nyitány (töredék, 1831)
- WWV 18  Haydn 103. szimfóniájának átirata (elveszett, 1831)
- WWV 19A Dein ist das Reich fúga (1831)
- WWV 19B Négyszólamú kettősfúga (1831–1832)
- WWV 20  d-moll nyitány (1831)
- WWV 21  Szonáta (1831)
- WWV 22  Fantasie (1831)
- WWV 23A Polonaise (1831)
- WWV 23B Polonaise , négykezes (1831–1832)
- WWV 24  Raupach: König Enzio nyitánya (elveszett, 1831–1832)
- WWV 25  Entreacte tragique No. 1 D-dúrban (töredék, 1832)
- WWV 26  Nagy szonáta (1832)
- WWV 27  C-dúr hangversenynyitány (1832)
- WWV 28  Jelenet és ária szopránnak (elveszett, 1832)
- WWV 29  C-dúr szimfónia (1832)
- WWV 30  Glockentöne (elveszett, 1832)
- WWV 31  Die Hochzeit – A menyegző (befejeztlen, 1832)
- WWV 32  A tündérek (romantikus nagyopera, 1833–1834)
- WWV 33  Aubry áriája Marschner A vámpír című operájából Wie ein schöner Frühlingsmorgen (1833)
- WWV 34  Bellini A kalóz című cavatinájának átirata (elveszett, 1833)
- WWV 35  E-dúr szimfónia (1834)
- WWV 36  Schmale: Beim Antritt des neuen Jahres 1835 nyitánya (1834)
- WWV 37  Theodor Apel: Columbus nyitánya (elveszett, 1834–1835)
- WWV 38  A szerelmi tilalom (romantikus nagyopera, 1835–1836)
- WWV 39 Polonia-nyitány (1836)
- WWV 40  Die hohe Braut – A rangos menyasszony (elveszett, 1836–1842)
- WWV 41  J. Singer: Die letzte Heidenverschwörung in Preußen oder Der Deutsche Ritterorden in Königsberg nyitánya (vázlat, 1837)
- WWV 42  Rule Britannia-nyitány (1834)
- WWV 43  Sanfte Wehmut will sich regen ária (1837)
- WWV 44  Volkshymne Nikolay (1837)
- WWV 45  Die Schweizerfamilie ária (1837)
- WWV 46B Giacomo Meyerbeer: Ördög Róbert hárfaszólam átírása (1838)
- WWV 46C Carl Maria von Weber: Euryanthe vadászkar átdolgozása (1839)
- WWV 46D Fromental Halévy: Le Guitarrero átdolgozás
- WWV 46E Halévy: La Reine de Chypre átdolgozás
- WWV 46F Daniel-François-Esprit Auber: Zanetta ou Jouer avec le feu, átdolgozás vonókra és blockflötére
- WWV 47  Gioachino Rossini: Les Soirées musicales, Nr. 12 – Li Marinari, hangszerelés (1838)
- WWV 48  Männerlist grösser als Frauenlist, oder Die glückliche Bärenfamilie – A férfiúi furfang nagyobb a nőinél, avagy A boldog medvecsalád (elveszett, 1838)
- WWV 49  Rienzi, az utolsó tribunus (romantikus nagyopera, 1838–1840)
- WWV 50  Der Tannenbaum (1838)
- WWV 51  Gesang am Grabe Julies von Holtei
- WWV 52  Norma il predisse, o Druidi ária Bellini Norma című operájához (1839)
- WWV 53  Dors mont enfant (1839)
- WWV 54  Extase (töredék, 1839)
- WWV 55  Attente (töredék, 1839)
- WWV 56  La tombe dit à rose (töredék, 1839)
- WWV 57  Mignonne (1839)
- WWV 58  Tout n'est qu'images fugitives (1839)
- WWV 59  Faustsymphonie
- WWV 59  Faust-nyitány (1839)
- WWV 60  Les deux grenadiers (1839–1840)
- WWV 61  Adieux de Marie Stuart (1840)
- WWV 62B Gaetano Donizetti: La Favorite átiratok (elveszett, 1840)
- WWV 62C Henri Herz: Grande Fantaisie sur La Romanesca fameux air de danse du XVI siècle op. 111. átdolgozás zongorára (1841)
- WWV 62E Fromental Halévy: La Reine de Chypre átiratok (1841)
- WWV 63  A bolygó hollandi (romantikus nagyopera, 1841)
- WWV 64  Albumblatt für Ernst Benedikt Kietz: "Lied ohne Worte" (1840)
- WWV 65  Descendons gaiement la courtille, kórus Th. Marion Dumersan és Ch.-Désiré Dupeuty La descente de la courtille-hoz (1841)
- WWV 66  Die Sarazenin – A szaracén nő (befejezetlen, 1841–1843)
- WWV 67  Die Bergwerke zu Falun – A faluni bánya (befejezetlen, 1842)
- WWV 68  Festgesang Der Tag erscheint (1843)
- WWV 68A/B Festgesang zur Enthüllung des Friedrich August-Monuments
- WWV 69  Das Liebesmahl der Apostel (1843)
- WWV 70  Tannhäuser (romantikus nagyopera, 1845)
- WWV 70  Zongorakivonat
- WWV 71  Gruß seiner Treuen an Friedrich August (1844)
- WWV 72  An Webers Grabe  (1844)
- WWV 73  Gyászzene Weber Euryanthe motívumaira (1844)
- WWV 74  Spontini: A vestaszűz, hangszeres kiegészítések (elveszett, 1844)
- WWV 75  Lohengrin (romantikus nagyopera, 1846–1848)
- WWV 76  Friedrich I.  (befejezetlen, 1846)
- WWV 77  Christoph Willibald Gluck: Iphigénia Auliszban, átdolgozás (1846–1847)
- WWV 78  Szimfóniák
- WWV 79  Palestrina: Stabat mater, átdolgozás (1848)
- WWV 80  Názáreti Jézus (befejezetlen, 1849)
- WWV 81  Achilleus (befejeztlen, 1849)
- WWV 82  Wieland der Schmied – Wieland, a kovács (befejezetlen, 1849–1850)
- WWV 83  Mozart: Don Giovanni, átdolgozás (elveszett, 1850)
- WWV 84  Polka (1853)
- WWV 85  Szonáta, Asz (1853)
- WWV 86A A Rajna kincse (zenedráma, 1853–1854)
- WWV 86B A walkür (zenedráma, 1854–1856)
- WWV 86C Siegfried (zenedráma, 1856–1869)
- WWV 86D Az istenek alkonya (zenedráma, 1869–1874)
- WWV 87  Christoph Willibald Gluck: Iphigénia Auliszban, nyitány (1854)
- WWV 88  Züricher Vielliebchen-Walzer (1854)
- WWV 89  Die Sieger – A győztesek (befejezetlen, 1856)
- WWV 90  Trisztán és Izolda (zenedráma, 1857–1859)
- WWV 91  Wesendonk-dalok: Fünf Gedichte für eine Frauenstimme mit Pianoforte – Begleitung (1857–1858)
- WWV 91B Träume
- WWV 92  Es ist bestimmt in Gottes Rat (1858)
- WWV 93  Porazzi-téma (1858)
- WWV 94  In das Album des Fürstin Metternich (1861)
- WWV 95  Ankunft bei den schwarzen Schwänen (vázlat, 1861)
- WWV 96  A nürnbergi mesterdalnokok (zenedráma, 1862–1867)
- WWV 97  Huldigungsmarsch – Hódolati induló II. Lajos bajor királynak (1864)
- WWV 98  Sogenannte Themen  (1868)
- WWV 99  Luther (befejezetlen, 1868)
- WWV 100 Ein Lustspiel in einem Akt – Vígjáték egy felvonásban (befejezetlen, 1838)
- WWV 101 Wahlspruch für die Deutsche Feuerwehr (1869)
- WWV 102 Eine Kapitulation – Egy kapituláció (befejezetlen, 1870)
- WWV 103 Siegfried Idyll (1870)
- WWV 104 Kaisermarsch – Császárinduló (1871)
- WWV 105 Der Worte viele sing gemacht (1871)
- WWV 106 Kinder-Katechismus zu Kosel's Geburtstag  (1873)
- WWV 107 Sogenannte Themen
- WWV 108 Albumblatt für Frau Betty Schott (vázlat, 1875)
- WWV 109 Johann Strauss: Wein, Weib und Gesang hangszerelés (1875)
- WWV 110 Grosser Festmarsch az amerikai függetlenségi háború századik évfordulójára (1876)
- WWV 111 Parsifal (zenedráma, 1877–1882)
- WWV 112 Weihnachten (töredék, 1877)
- WWV 113 Ihr Kinder, geschwinde, geschwinde (1880)